# Iuri Nikulin
Iuri Vladímirovitx Nikulin (rus: Ю́рий Влади́мирович Нику́лин; 18 de desembre de 1921, Demídov, óblast de Smolensk – 21 d'agost de 1997, Moscou) fou un conegut actor i pallasso soviètic i rus que va protagonitzar moltes pel·lícules populars. Va ser guardonat amb el títol d'Artista del Poble de l'URSS el 1973 i el de l'Heroi del Treball Socialista el 1990. Va rebre diversos premis estatals, com ara la prestigiosa Orde de Lenin en dues vegades.

## Primers anys
Nikulin va néixer just després del final de la Guerra Civil russa, a l'óblast de Smolensk, Rússia occidental. La seva mare era supervisora d'un garatge, mentre el seu pare era escriptor de peces satíriques, una professió que potser va influir la futura carrera de Nikulin.
Nikulin va lluitar a l'Exèrcit Roig durant la Guerra d'Hivern amb Finlàndia i la Segona Guerra Mundial amb Alemanya. Va tenir un llarg període de servei militar, entre el 1939 i el 1946. El juny de 1941, quan ja estava a punt de ser desmobilitzat, va començar la invasió alemanya de la Unió Soviètica.

## Estil escènic
L'estil i l'entrega precisa de Nikulin, el seu domini del ritme i les seves màscares hilarants el van convertir en un còmic destacat.
A l'arena de circ, Nikulin tenia un temperament flegmàtic, lent i no somrient, i per a molts occidentals la seva personalitat recordava la del gran còmic de pel·lícules mudes Buster Keaton. Gràcies a la seva mímica rica i una expressió facial trista, Nikulin va ser lloat fora de la Unió Soviètica com a “pallasso intel·ligent”.
Els nens russos l'anomenaven afectuosament "oncle Iura". Els seus talents extraordinaris li van guanyar un lloc en la història com un dels millors pallassos del segle xx.

## Carrera artística

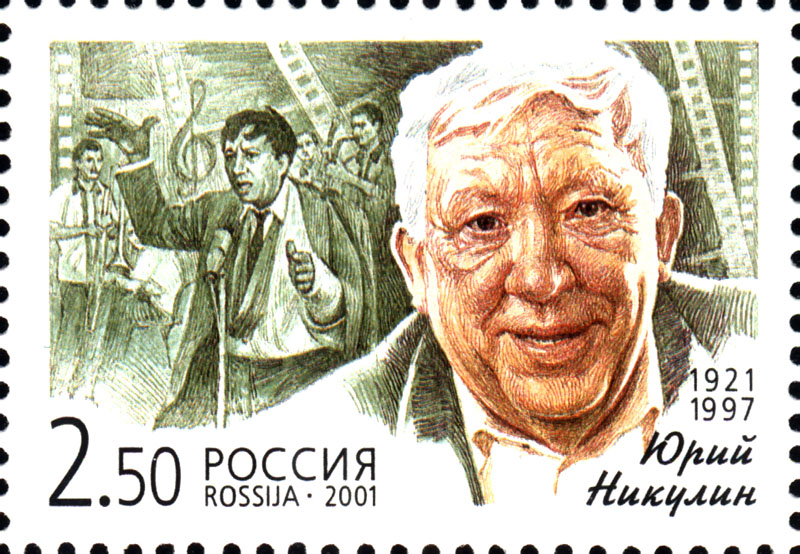
Un segell rus (2001) amb imatges d'Iuri Nikulin.

Nikulin va començar a fer de pallasso el 1944, quan un oficial polític del seu batalló, impressionat pel seu repertori de bromes, li va demanar que organitzés activitats d'entreteniment per a la divisió, cosa que va fer amb un èxit rotund. Entusiasmat, un cop acabada la guerra, Nikulin va intentar entrar a una escola de drama, però sense èxit. Després, va respondre a un anunci de l'estudi de pallassos del Circ al Bulevard Tsvetnoi de Moscou que estava reclutant alumnes.
Diverses escoles d'actuació i teatres van rebutjar Nikulin per la seva suposada “manca de talent artístic”. Tot i això, va tenir un primer èxit al circ i el 1950 va esdevenir pallasso qualificat. Mai no abandonaria els seus vincles amb el circ. Va conèixer allà la seva dona Tatiàna, i el 1982 va esdevenir director del Circ de Moscou, càrrec que ocuparia fins a la seva mort. El seu fill Maksim és ara el director del circ.
Va debutar al cinema el 1958 amb la pel·lícula La noia amb guitarra. Va aparèixer en gairebé una dotzena de pel·lícules destacades, principalment durant les dècades de 1960 i 1970. L'status d'estrella va assolir gràcies als curtmetratges dirigits per Leonid Gaidai, El gos Barbós i la cursa insòlita i Els fabricants d'aiguardent casolà (ambdós, 1961), on Nikulin va protagonitzar un personatge anomenat El Totxo, part d'un trio similar a l'americà The Three Stooges, juntament amb Gueorgui Vitsin (El Covard) i Ievgueni Morgunov (L'Experimentat). Més tard, el mateix trio va aparèixer en unes altres pel·lícules, les més destacades de les quals son L'operació "I" i altres aventures de Xúrik (1965) i La captiva del Caucas, o Les noves aventures de Xúrik (1966), que els van donar a tots tres actors gran fama a tota l'URSS.
Altres pel·lícules populars de Nikulin són les comèdies Bril·liàntovaia rukà (Бриллиантовая рука, literalment: "El braç de brillant", 1969), Els lladres vells (1971) i Les dotze cadires (1971). També va ser aclamat pels seus papers a Andrei Rubliov (1966) d'Andrei Tarkovski i a diverses pel·lícules sobre la Segona Guerra Mundial, com ara Van lluitar per la Pàtria (1975) de Serguei Bondartxuk o Vint dies sense guerra (1976) d'Aleksei Guérman.
Les qualitats còmiques de Nikulin no van disminuir amb l'edat. No tenia enemics i es barrejava amb polítics durant tant l'època soviètica com la post-soviètica. Va ser amic íntim de l'alcalde de Moscou Iuri Lujkov i va donar suport a la campanya de reelecció de Borís Ieltsin.
Iuri Nikulin va morir de complicacions després d'una operació al cor. Va ser enterrat al cementiri de Novodévitxi a Moscou.
Davant del Circ al Bulevard Tsvetnoi de Moscou, que ara porta el seu nom, hi ha un monument de bronze dedicat a Nikulin.

## Filmografia selecta
| Any  | Títol en català (traduït literalment)                 | Títol original                                    | Paper                           |
| 1958 | La noia amb guitarra                                  | Девушка с гитарой                                 | bomber                          |
| 1959 | Les inflexibles                                       | Неподдающиеся                                     | Vassili Kliatxkin               |
| 1960 | Ànimes mortes                                         | Мёртвые души                                      | cambrer(no apareix als crèdits) |
| 1961 | El gos Barbós i la cursa insòlita                     | Пёс Барбос и необычный кросс                      | El Totxo                        |
| 1961 | Els fabricants d'aiguardent casolà                    | Самогонщики                                       | El Totxo                        |
| 1961 | Quan els arbres eren grans                            | Когда деревья были большими                       | Kuzmà Kuzmitx Iordànov          |
| 1961 | Amic meu, Kolka!                                      | Друг мой, Колька!                                 | Vàssia, el xofer                |
| 1961 | Un home d'enlloc                                      | Человек ниоткуда                                  | policia                         |
| 1962 | Els homes pràctics                                    | Деловые люди                                      | saquejador                      |
| 1963 | El gran ble                                           | Большой фитиль                                    | Pétia-Petuixok, lladre de cases |
| 1964 | Vés aquí, Mukhtar!                                    | Ко мне, Мухтар!                                   | tinent de policia Glàzitxev     |
| 1965 | L'operació "I" i altres aventures de Xúrik            | Операция «Ы» и другие приключения Шурика          | El Totxo                        |
| 1965 | Doneu-me el llibre de queixes                         | Дайте жалобную книгу                              | venedor                         |
| 1966 | La captiva del Caucas, o Les noves aventures de Xúrik | Кавказская пленница, или Новые приключения Шурика | El Totxo                        |
| 1966 | Andrei Rubliov                                        | Андрей Рублёв                                     | Patrikei                        |
| 1968 | Els set vells i una noia                              | Семь стариков и одна девушка                      | El Totxo                        |
| 1969 | El braç de brilliant                                  | Бриллиантовая рука                                | Semion Semiónovitx Gorbunkov    |
| 1971 | Els lladres vells                                     | Старики-разбойники                                | Nikolai Serguéievitx Miàtxikov  |
| 1971 | Les dotze cadires                                     | 12 стульев                                        | Tíkhon, escombrador             |
| 1972 | Punt, punt, coma...                                   | Точка, точка, запятая...                          | pare de Jiltsov                 |
| 1975 | Van lluitar per la Pàtria                             | Они сражались за Родину                           | Nekràssov                       |
| 1976 | Vint dies sense guerra                                | Двадцать дней без войны                           | major Lopatin                   |
| 1976 | Bóbik en visita a Barbós (dibuix)                     | Бобик в гостях у Барбоса                          | Bóbik/avi (veu)                 |
| 1983 | L'espantaocells                                       | Чучело                                            | Nikolai Bessóltsev, avi de Lena |
| 1983 | Ieralaix núm. 38                                      | Ералаш                                            | oncle Iura                      |
| 1991 | El capità Krokus                                      | Капитан Крокус                                    | autor (veu)                     |

## Premis destacats

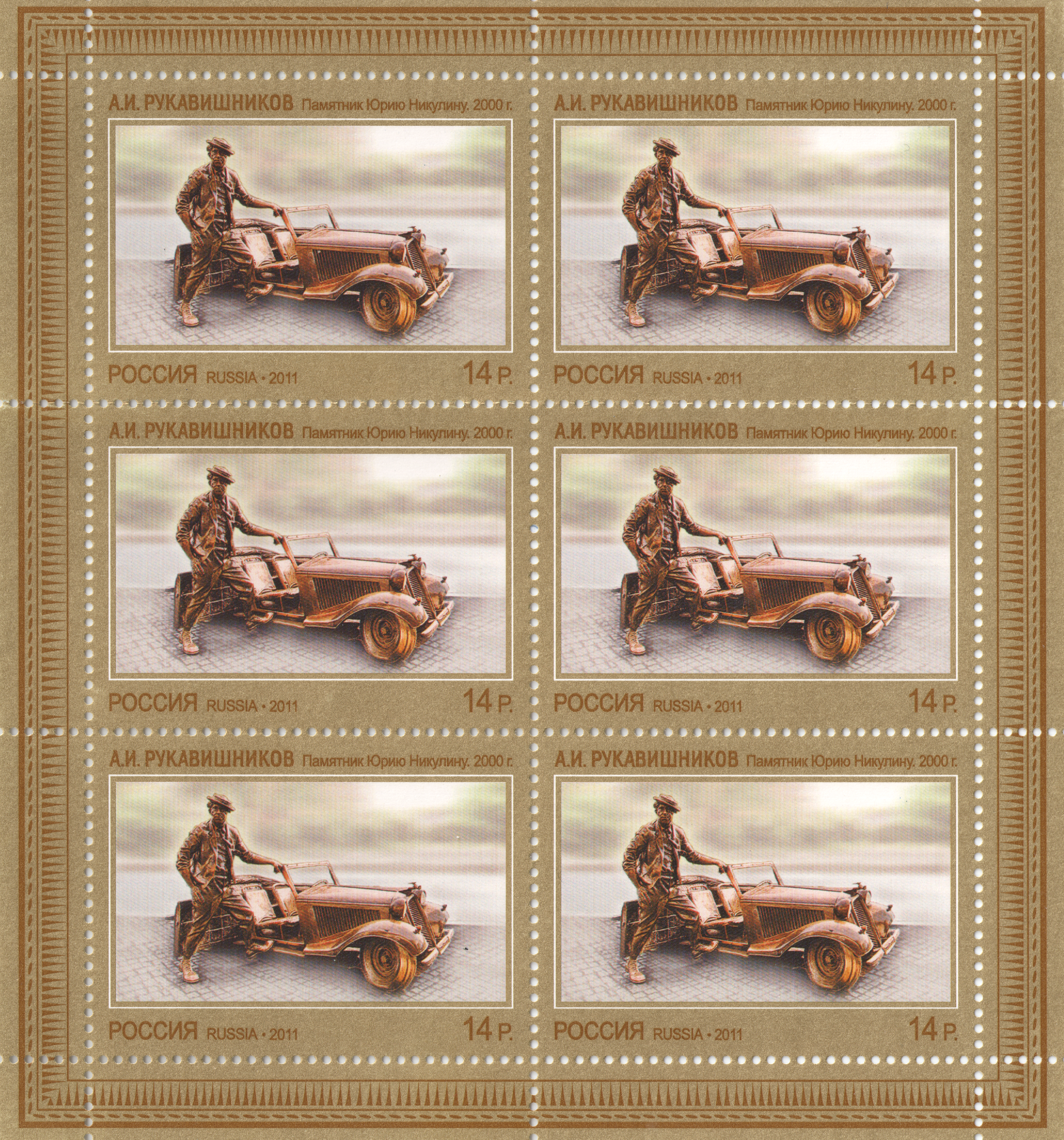
Segells russos amb el monument d'Iuri Nikulin.

- Heroi del Treball Socialista, 1990
- Orde al Mèrit per la Pàtria, 3a classe, 1996
- Deus Ordes de Lenin, 1980 i 1990
- Orde de la Guerra Patriòtica, 2a classe, 1985
- Orde de la Bandera Roja del Treball, 1986
- Orde de la Insígnia d'Honor, 1967
- Artista del Poble de l'URSS, 1973
- Premi Estatal de la RSFSR Els germans Vassíliev, 1970